# Daviesia costata
Daviesia costata là một loài thực vật có hoa trong họ Đậu. Loài này được Cheel miêu tả khoa học đầu tiên.